# Établissements Guyot
Établissements Albert Guyot et Cie war ein französischer Hersteller von Automobilen.

## Unternehmensgeschichte
Der Rennfahrer Albert Guyot gründete 1925 das Unternehmen in Clichy. Eine Quelle nennt eine Verbindung zum Rennfahrer Albert Schmidt. Die Produktion von Automobilen begann, der Markenname lautete Guyot. 1931 endete die Produktion. Insgesamt entstanden entweder etwa 30 oder etwa 70 Fahrzeuge. Ein Fahrzeug existiert noch.

## Fahrzeuge
Das erste Fahrzeug basierte auf einem Fahrgestell eines Rolland-Pilain und war mit einem Einbaumotor von Burt-McCollum mit 1984 cm³ Hubraum ausgestattet. Dieses Fahrzeug setzte Guyot mit wenig Erfolg bei verschiedenen Autorennen des Jahres 1925 ein. Darauf folgten zwei zweisitzige Rennwagen.
Ab dem vierten Fahrzeug handelte es sich um Tourenwagen. Das erste Modell dieser Art wurde 1925 vorgestellt und verfügte über einen selbst hergestellten Sechszylindermotor mit 2500 cm³ Hubraum. In der Serienversion kamen Sechszylindermotoren von Continental zum Einsatz. Im April 1926 stellte Guyot den GST 27 vor. Hier sorgte ein Sechszylindermotor mit seitlichen Ventilen und 3450 cm³ Hubraum für den Antrieb. 1929 folgte der GST 29. Diese beiden Modelle waren in sechs verschiedenen Karosserien erhältlich. Dazu zählten Limousinen mit vier und mit sechs Seitenfenstern, eine Chauffeur-Limousine sowie ein Modell mit Weymann-Karosserie.
1929 ergänzte ein Modell mit Reihen-Achtzylindermotor des gleichen Herstellers mit 5172 cm³ Hubraum das Angebot. Es entstanden lediglich zwei Exemplare: ein viersitziges Cabriolet und ein Roadster.